# إليدا راسينو
إليدا راسينو (1955 - 22 فبراير 2021) سياسية أرجنتينية.

## السيرة الشخصية
كانت وزيرة التعليم في سانتا في.
توفيت راسينو في 22 فبراير 2021 ، عن عمر يناهز 65 عامًا، من جراء كوفيد 19 أثناء الجائحة في الأرجنتين.